# NGC 658
NGC 658 (również PGC 6275) – galaktyka spiralna (Sb), znajdująca się w gwiazdozbiorze Ryb. Odkrył ją Édouard Jean-Marie Stephan 27 listopada 1880 roku.